# Doktor obchodních věd
Doktor obchodních věd též doktor ekonomických věd (z lat. rerum commercialium doctor, zkratka RCDr. psaná před jménem) je akademický titul, který udělovala Vysoká škola obchodní při ČVUT (dnes VŠE) v letech 1934–1953 v tehdejším Československu.

## Historie
Dřívější uchazeč o tento gradus musel podle nařízení vlády z roku 1934 nejdříve absolvovat obě státní zkoušky na Vysoké škole obchodní v Praze (případně si nechat nostrifikovat obdobné vysokoškolské vzdělání získané studiem v cizině) a poté úspěšně absolvovat rigorózní řízení, jehož účelem bylo ověřit způsobilost kandidáta k samostatné vědecké práci. Toto rigorózní řízení se skládalo z obhajoby původní vědecké práce ve formě písemné dizertace a veřejné přísné (rigorózní) ústní zkoušky ze dvou zvolených předmětů ze soukromo-ekonomického, národohospodářského nebo hospodářsko-právního oboru, jednoho hlavního a jednoho vedlejšího, přičemž hlavní předmět byl zároveň oborem dizertace. Ústní zkouška se skládala před komisí složenou z děkana vysoké školy, dvou profesorů, kteří hodnotili dizertaci a dalšího profesora, který zkoušel předmět vedlejší. Hodnocení mohlo být obstál s vyznamenáním, obstál, nebo neobstál, přičemž neúspěšný kandidát mohl řízení opakovat maximálně dvakrát. Úspěšný byl promován a mohl poté užívat titul doktora věd obchodních.